# Teratornithidae
Teratornithidae — вымершее семейство птиц отряда ястребообразных (иногда американских грифов), обитавшее в Северной и Южной Америке с позднего олигоцена до позднего плейстоцена.

## Классификация
В семейство обычно относят 6 или 7 видов:
- Teratornis merriami
- Aiolornis incredibilis
- Taubatornis campbelli
- Cathartornis gracilis
- Pelagornis sandersi
- Argentavis magnificens

Иногда выделяется седьмой вид Teratornis woodburnensis